# Farlig leg (film fra 1998)
|  | Denne artikel er oprettet af botten Steenthbot ud fra en ekstern database. Den kan derfor have sproglige fejl eller mangler. Denne skabelon kan fjernes efter kontrol af indholdet. |

 For alternative betydninger, se Den farlige Leg.
Farlig leg er en dansk kortfilm fra 1998 instrueret af Sune Svanekier.

## Handling
En gyserfilm om 4 pigers kamp mod de onde vogtere på børnehjemmet, hvor de bor.